# Sides (Unternehmen)
Sides (vollständiger Name: Société Industrielle pour le Développement de la Securité) ist ein französischer Hersteller von Feuerwehrgeräten mit Sitz in Saint-Nazaire im Département Loire-Atlantique. 2017 war das Unternehmen einer der beiden Marktführer für Feuerwehrfahrzeuge in Frankreich.

## Geschichte
Sides wurde 1951 als Hersteller von Löschmitteln gegründet. 1956 wurden die ersten Löschfahrzeuge für Flughäfen und Industriestandorte gefertigt. In den folgenden Jahrzehnten entwickelte Sides zahlreiche Feuerwehrfahrzeugtypen für Flughäfen, Werkfeuerwehren sowie den öffentlichen Bereich, von denen einige zur Grundlage öffentlicher Normen für Feuerwehrfahrzeuge in Frankreich wurden.
In den 2010er Jahren geriet Sides wie auch andere französische Feuerwehrfahrzeugbauer wegen zunehmender internationaler Konkurrenz in Schwierigkeiten. Innerhalb von 10 Jahren halbierte sich die Zahl der bestellten Fahrzeuge. Hinzu kamen offene Forderungen durch Zahlungsrückstände von Kunden. Die Mitarbeiterzahl verringerte sich von 240 im Jahr 2012 auf 190 im Jahr 2017.
Nach mehrmaligem Eigentümerwechsel wurde das Unternehmen 2013 von der amerikanischen United Technologies Corporation an die deutsche Holding-Gesellschaft Bavaria Industries Group verkauft. Im Mai 2017 beantragte Sides zur Vermeidung eines Insolvenzverfahrens Gläubigerschutz (Procédure de sauvegarde, d. h. Schutz vor seinen Gläubigern). Im Juli 2017 verkaufte Bavaria Industries Sides an die bretonische Armoric Holding. Die 2008 gegründete Armoric, spezialisiert im Bereich Spezialfahrzeuge, insbesondere gepanzerter Polizeiwagen, war bereits einige Zeit zuvor als einziger Kaufinteressent und wahrscheinlicher Käufer gehandelt worden. Seit der Übernahme durch Armoric setzt Sides auch auf die Entwicklung von Produkten im Rüstungs- und Sicherheitsbereich. Unter anderem verkaufte es bereits Wasserwerfer nach Hongkong.
Im Januar 2019 erhielt das Unternehmen einen Großauftrag von der französischen Armee für 50 Feuerwehrfahrzeuge für den Auslandseinsatz zur Lieferung innerhalb der folgenden 3 Jahre. Auch bei einer Ausschreibung für Fahrzeuge zur Waldbrandbekämpfung auf Korsika konnte sich Sides gegen die Konkurrenz durchsetzen.

## Feuerwehrfahrzeuge von Sides

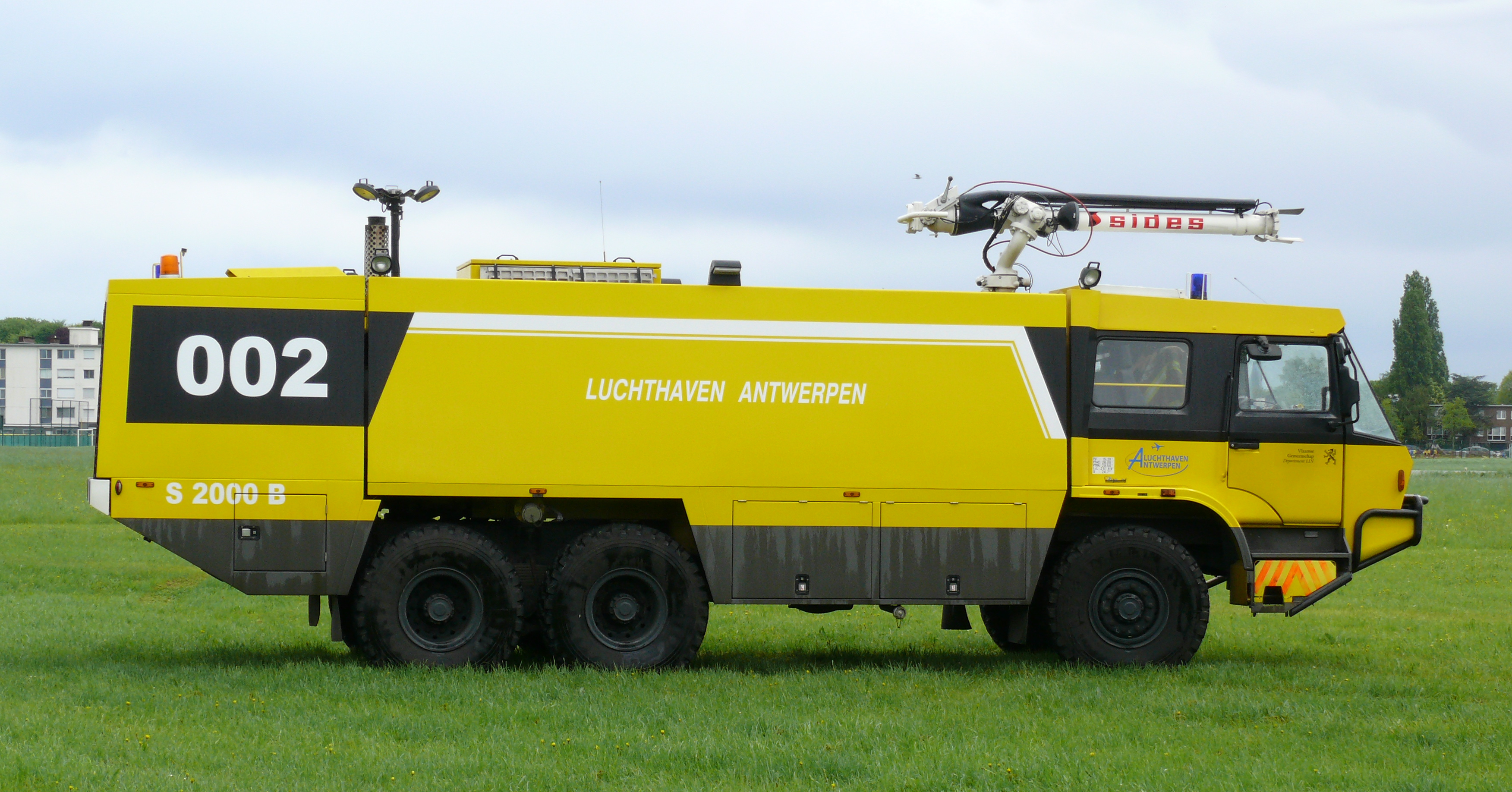
Flugfeldlöschfahrzeug S2000B-VMA 105 6x6 des Flughafens Antwerpen (2013)
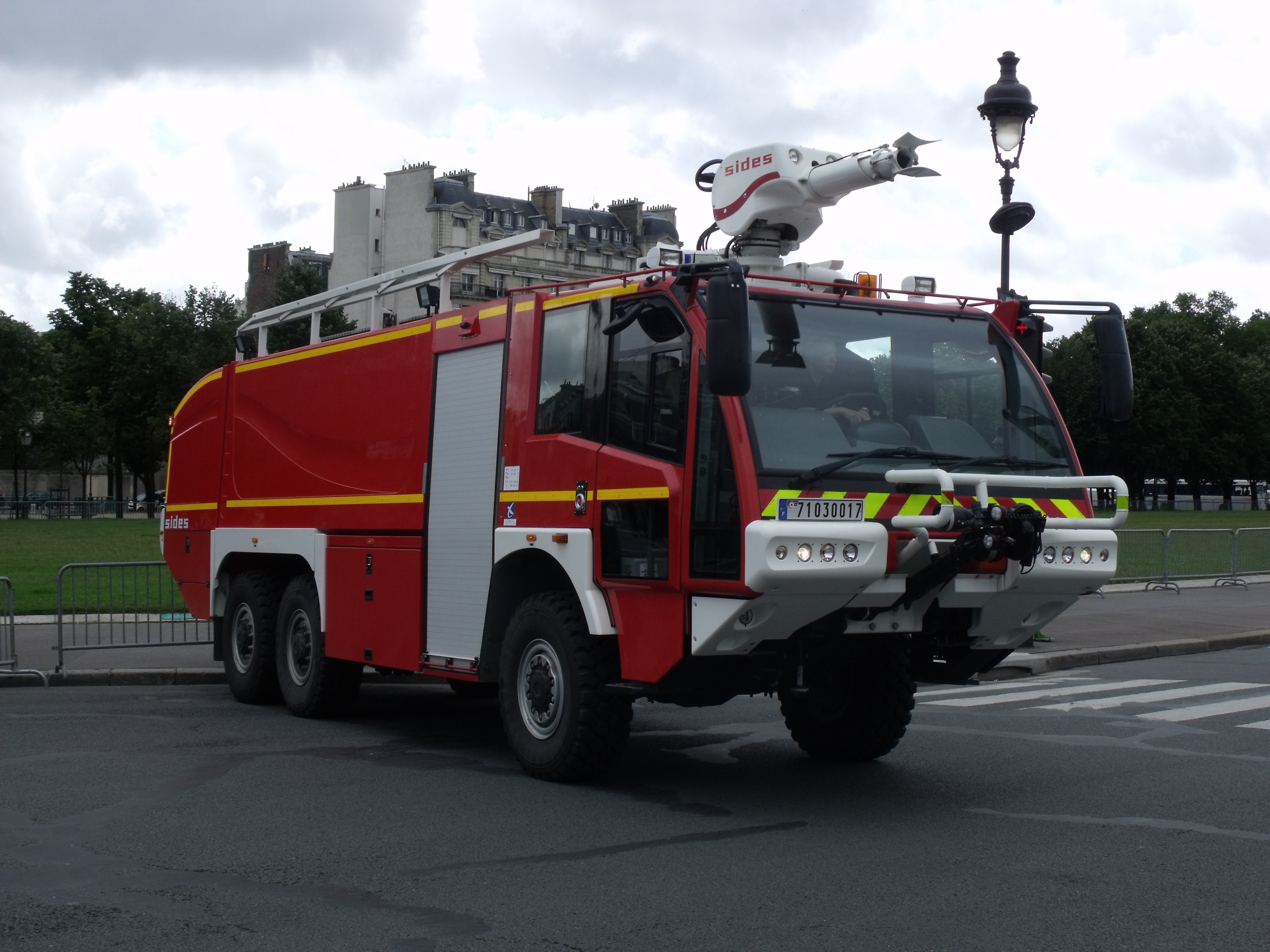
Flugfeldlöschfahrzeug S3X der französischen Luftwaffe (2012)
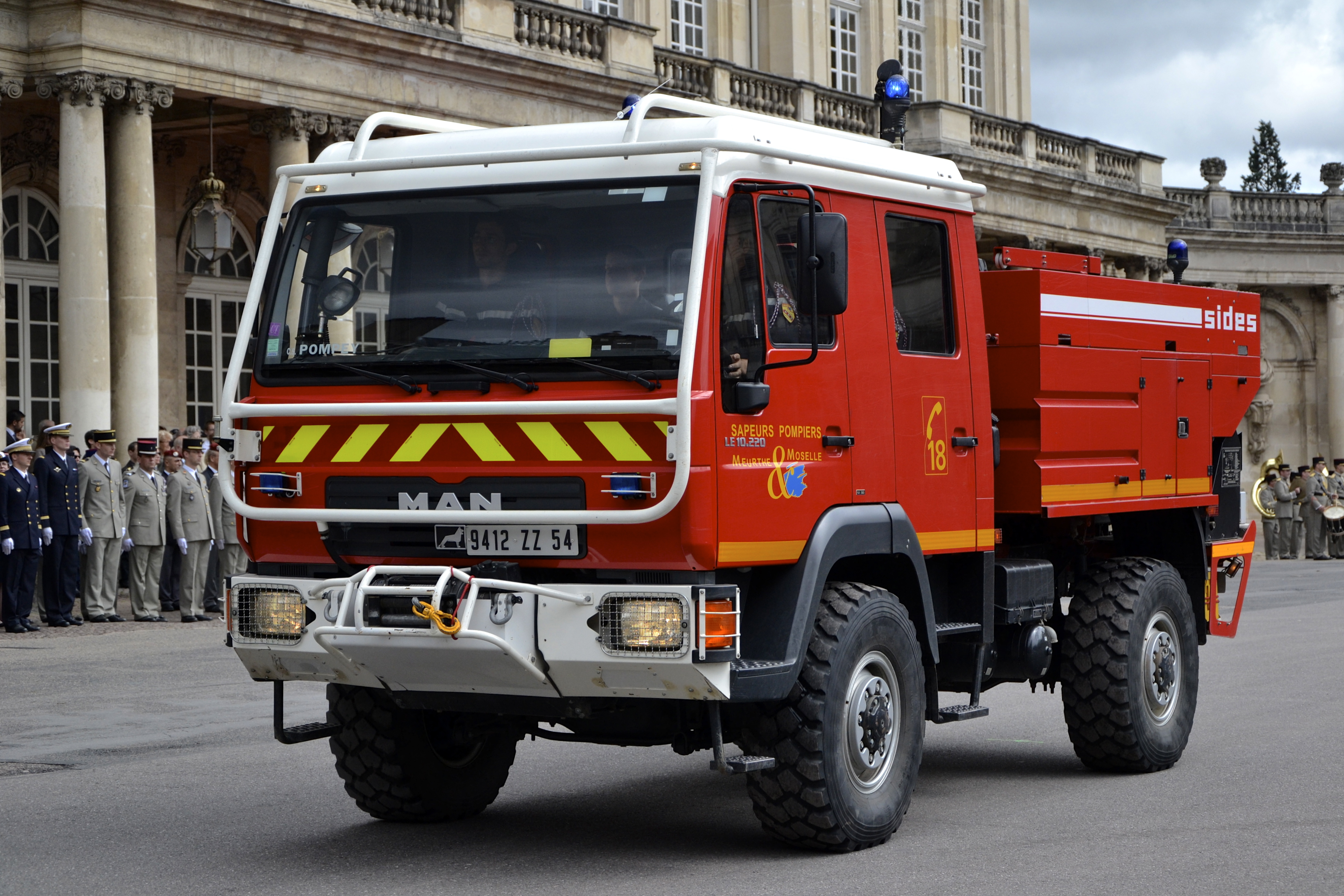
Waldbrandbekämpfungsfahrzeug im Département Meurthe-et-Moselle (2012)
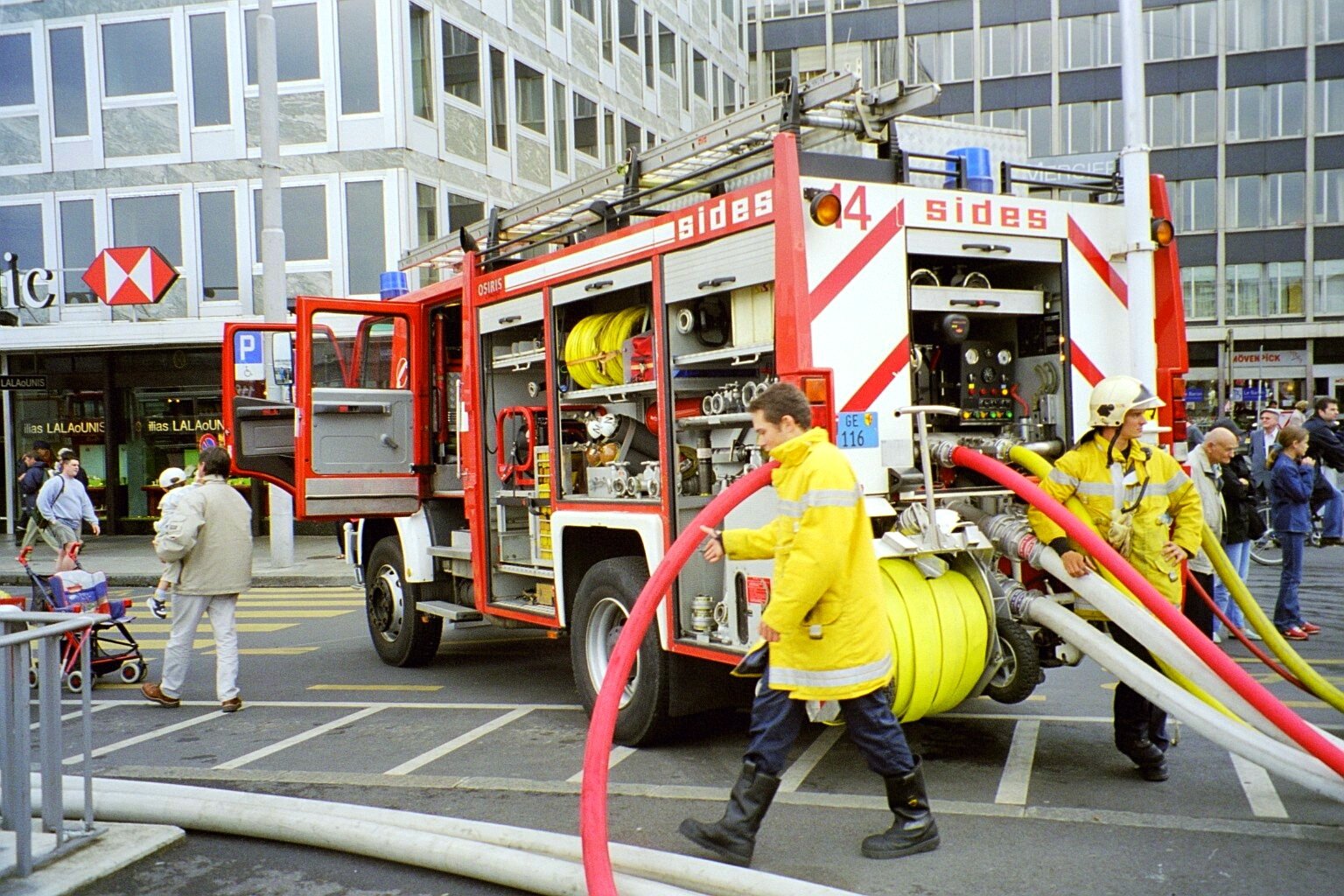
Tanklöschfahrzeug der Stadt Genf (2003)
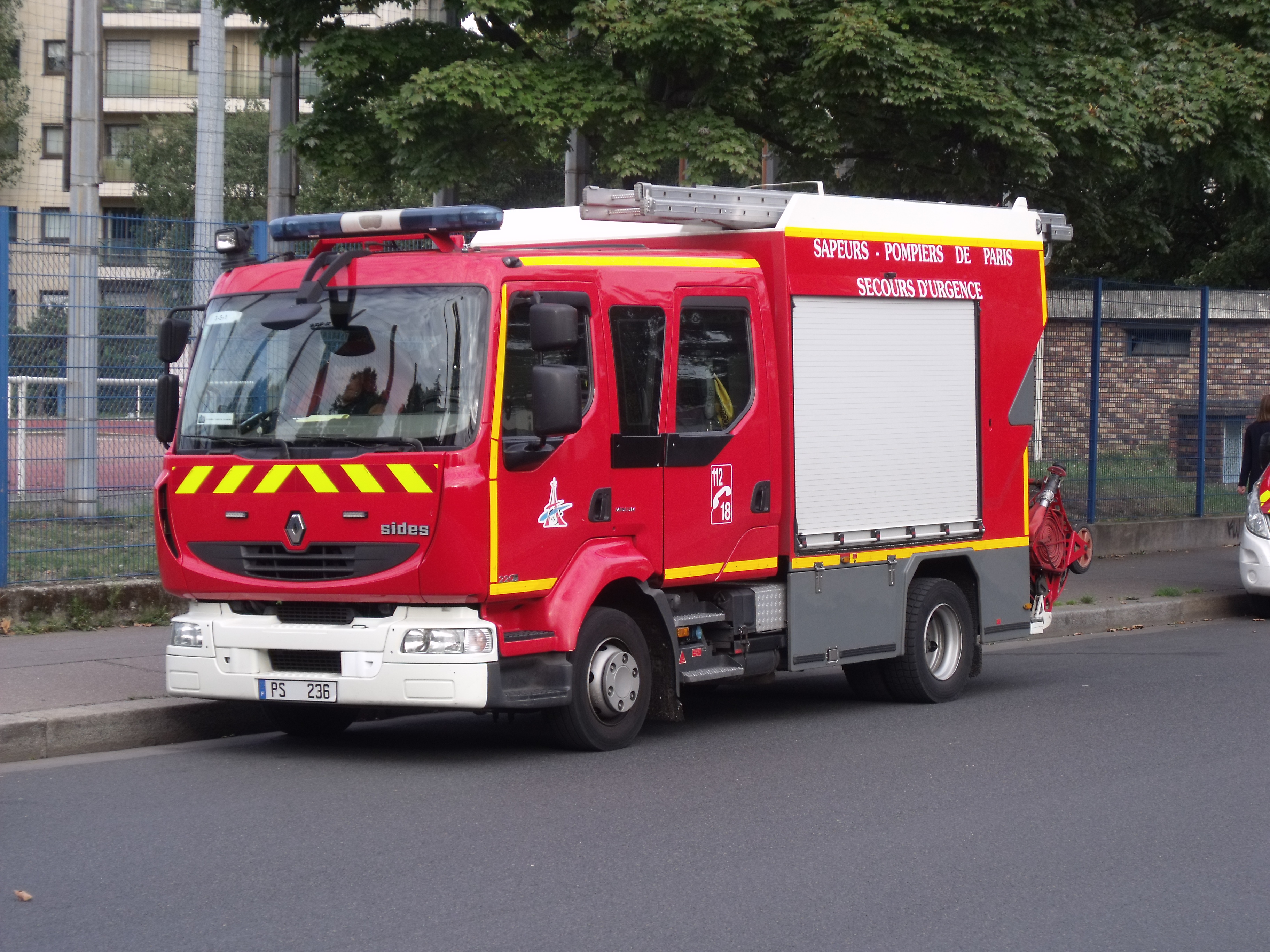
Lösch- und Krankentransportfahrzeug (Premier secours évacuation) der Feuerwehr Paris (2017)